# Løgumkloster Refugium
Løgumkloster Refugium er en institution i Løgumkloster, der ligger umiddelbart sydøst for den tilbageværende klosterfløj ved Løgumkloster Kirke. Refugiet er åbent året rundt. Der er 47 værelser og fælles faciliteter. Man kan opholde sig på Refugiet i forbindelse med kurser, rekreation eller som arbejdsrefugium. Refugiet blev oprettet i 1960 af kirkelige og folkelige kredse fra hele landet. Der er fra refugiet direkte adgang til klosterfløjen, kirken og Slottet i Løgum via en overdækket gang.
I løbet af året afholdes en række programmer med kulturelt indhold, se Refugiets hjemmeside. 
Blandt forfattere der har haft skriveophold på Løgumkloster Refugium er Mikael Busch, der i bogen om Morten Jung-Olsen, Lenz. Stasi-agenten, der blev fanget af fortiden, takker for bevilling til et skriveophold.